# تفنگ‌ها بالا

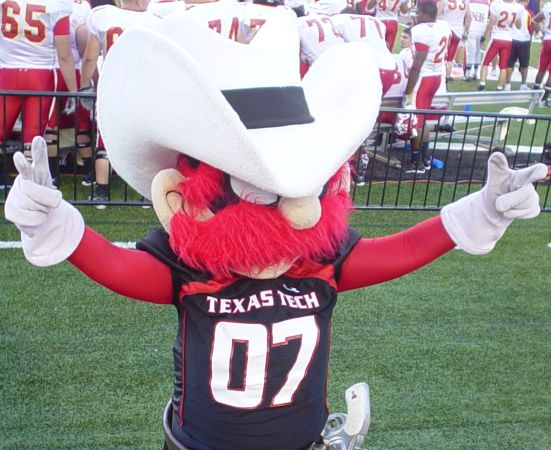
مهاجم قرمز که علامت تفنگ‌ها بالا را نشان می‌دهد.

شعار تفنگ‌ها بالا (انگلیسی: Guns Up) یک علامت دست و عبارت تشویقی مشهور در دانشگاه تگزاس تک است که توسط دانشجویان، فارغ‌التحصیلان و هواداران تیم‌های ورزشی این دانشگاه استفاده می‌شود. این شعار در دهه ۱۹۶۰ به عنوان بخشی از فرهنگ ورزشی و هواداری دانشگاه شکل گرفت و به نمادی از حمایت و وفاداری نسبت به تیم‌های Red Raiders تبدیل شد. علامت دست مربوط به این شعار، نشان دادن انگشت شست و انگشت اشاره به شکل یک تپانچه است که نماد "Raider Red"، شخصیت نمادین دانشگاه، محسوب می‌شود.
این شعار به عنوان نمادی از روحیه تیمی، همبستگی و افتخار دانشگاه تگزاس تک شناخته می‌شود. دانشجویان و هواداران معمولاً هنگام بازی‌های ورزشی، رویدادهای دانشگاهی و حتی در برخوردهای روزمره از این شعار استفاده می‌کنند تا هویت و تعلق خاطر خود را به نمایش بگذارند. «تفنگ‌ها بالا» فراتر از یک تشویق ورزشی است و به نوعی معرف فرهنگ و سنت‌های دانشگاه تگزاس تک در سطح ملی و بین‌المللی شده است.